# Wörther Altrhein
Der Wörther Altrhein (auch Jockgrimer Altrhein oder Altrhein südlich von Jockgrim) ist ein ehemaliger Rheinarm in der Gemarkung der Stadt Wörth am Rhein im rheinland-pfälzischen Landkreis Germersheim. Der Altrhein entstand im Zuge der Rheinbegradigung im 19. Jahrhundert und ist heute ein ökologisch wertvolles Feuchtgebiet, er gehört zu den bedeutenden Altrheinsystemen des südlichen Oberrheins.

## Geographie
Der Altrhein liegt westlich des Rheinhauptstroms im Bereich der Oberrheinaue zwischen Wörth am Rhein und Jockgrim, bzw. Neupotz und nördlich von der Rheinbrücke bei Maximiliansau, die Wörth mit Karlsruhe verbindet.
Er hat einen Zufluss im Osten von Wörth aus dem Rhein bei Stromkilometer 363 und fließt von dort vorbei zwischen der B9 und dem Automobilwerk. Er führt hinter den beiden Tankstellen beim Bahnhof in einer Schleife entlang des alten Ortsteiles von Wörth und mündet über die Rheinauenanlage in den Landeshafen. Zu- und Abfluss werden über Schließen geregelt.

## Naturraum

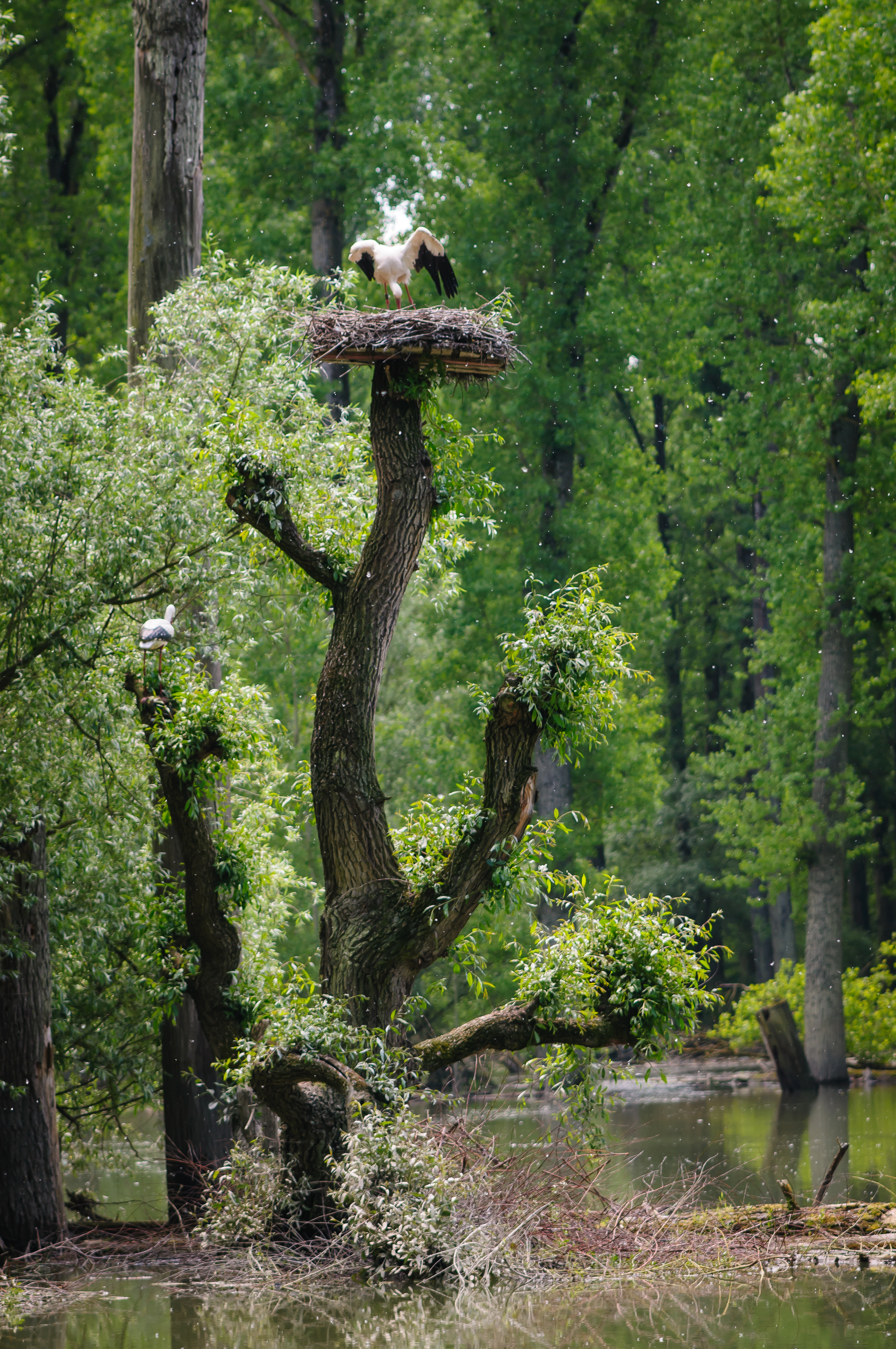
Weißstorch (Ciconia ciconia) beim Nestbau am Altrhein

Der Altrhein bei Wörth ist Teil eines großflächigen Auwald- und Feuchtbiotopkomplexes mit einer hohen Artenvielfalt. Das Gebiet ist als Natura 2000- und FFH-Gebiet (Fauna-Flora-Habitat) ausgewiesen und unterliegt europäischem Schutzrecht. Typische Lebensräume sind Röhricht, Schilfzonen, Bruch- und Auenwälder sowie Flachwasserbereiche.
Der Naturraum des Altrheins bei Wörth ist geprägt von einer dynamischen Auenlandschaft mit periodischer Überflutung, die wertvolle Lebensräume für spezialisierte Tier- und Pflanzenarten schafft. Charakteristisch sind Weichholzauen mit Silberweiden, stehende und langsam fließende Gewässer sowie artenreiche Feuchtwiesen und Schilfröhrichte. Diese naturnahen Strukturen machen das Gebiet zu einem bedeutenden Rückzugsraum für seltene Amphibien, Libellen und Watvögel.
Besonders erwähnenswerte Arten sind unter anderem Eisvogel (Alcedo atthis), Biber (Castor fiber), Schwarzerle (Alnus glutinosa), Weißstorch (Ciconia ciconia) sowie diverse Amphibien- und Insektenarten.
Das Vogelschutzgebiet ist landesweit bedeutsam für Tauch- und Schwimmenten, der Rheinhafen ist zeitweilig Schlafplatz von bis zu vier Möwenarten in beträchtlicher Anzahl. Am Altrhein nisten neben seltenen Röhrichtbrütern auch gefährdete Enten (z. B. Krick- und Schnatterente).

### Naturschutz und ökologische Maßnahmen
Das Gebiet steht unter besonderem Schutz durch Landes- und EU-Naturschutzrecht. Verschiedene Renaturierungsmaßnahmen sollen den naturnahen Zustand der Rheinauen erhalten oder wiederherstellen. Umweltbildung wird durch Führungen und Informationsmaterialien gefördert.

Der Altrheinarm ohne den Hafen des Vogelschutzgebiets Wörther Altrhein und Wörther Rheinhafen ist auch ein Teilbereich des FFH-Gebiets Rheinniederung Neuburg-Wörth und des großflächigen Landschaftsschutzgebiets Pfälzische Rheinauen.

Der südliche Teilbereich des ehemaligen Altrheinarms unterhalb des Automobilwerks mit dem See Adria gehört zusammen mit dem ehemaligen Baggersee Kiefer-Rathjens im weiteren Verlauf nach Norden zum „Vogelschutzgebiet Hördter Rheinaue inklusive Kahnbusch und Oberscherpfer Wald“, ebenso der Altrhein Hörnel, der in der direkten Nachbarschaft des Wörther Altrheins liegt.

## Nutzung

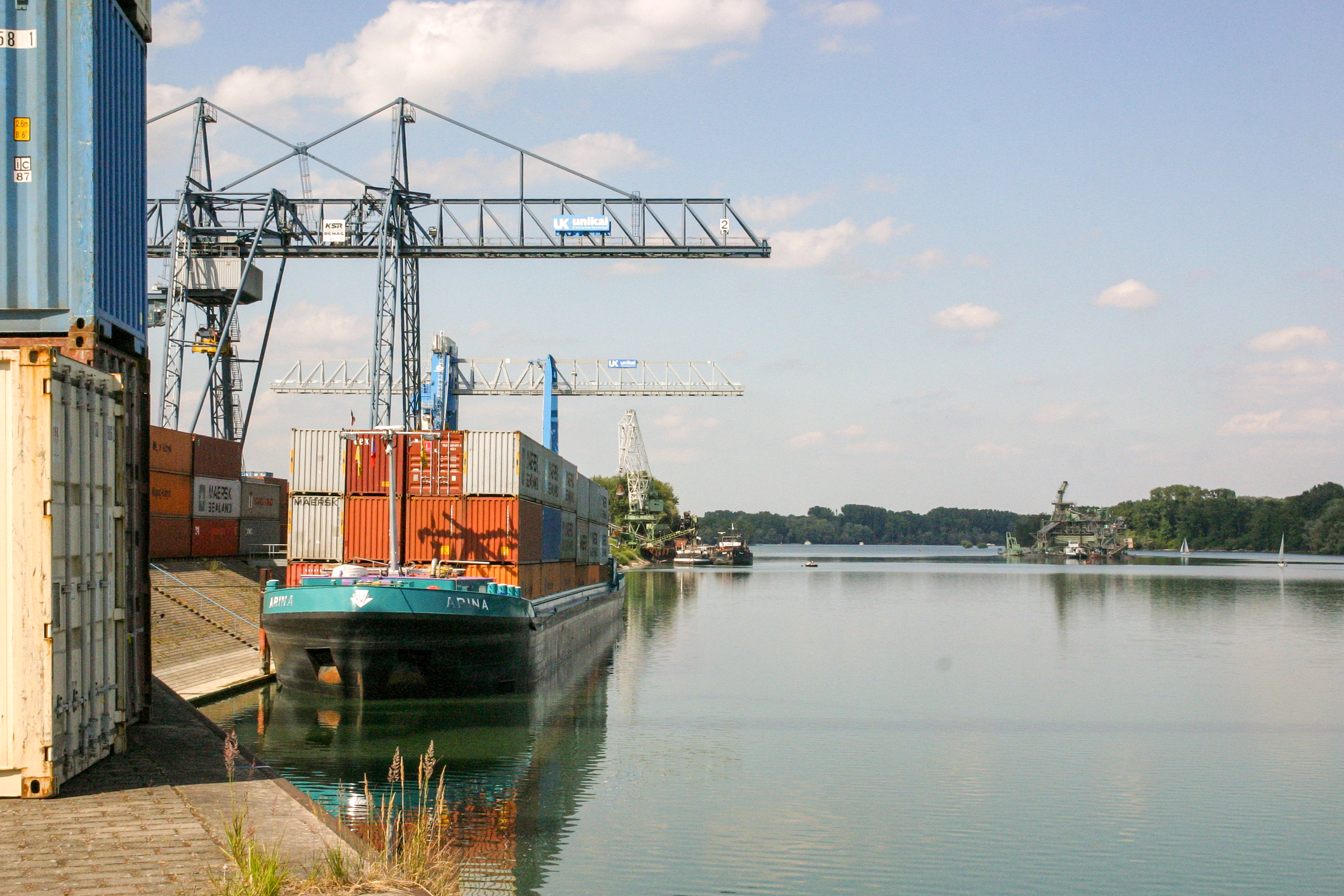
Der Hafen Wörth

Der Altrhein ist ein beliebtes Naherholungsgebiet, neben Spaziergängern und Radfahrern nutzen auch Angler und Kanufahrer die Gewässerabschnitte. Der angrenzende See Kiefer-Rathjens, ein ehemaliger Baggersee aus dem Altrhein entstanden, dient heute als Badesee und Freizeitgewässer.
Rund um den Altrhein verlaufen mehrere markierte Wander- und Radwege, darunter ein Abschnitt des Pamina-Rheinauen-Radwegs. Die Region ist auch Ziel von Exkursionen, etwa durch Umweltgruppen wie BUND Kreisgruppe Südpfalz oder NABU Karlsruhe.

### Hafen Wörth
Am südlichen Rand des Altrheingebiets befindet sich der Hafen Wörth, ein Industriehafen am Rhein, der vor allem dem Güterumschlag dient. Er wird von der Contargo Wörth-Karlsruhe GmbH betrieben und verfügt über eine direkte Anbindung an das Straßennetz sowie an die Bahnlinie Mannheim–Karlsruhe. Der Hafen spielt eine wichtige Rolle für die regionale Wirtschaft, insbesondere für Logistik, Bau- und Chemieunternehmen. Trotz der Nähe zum sensiblen Altrheingebiet ist der Hafenbetrieb durch Umweltauflagen geregelt.

## Herausforderungen
Der Altrhein steht unter zunehmendem Nutzungsdruck. Herausforderungen ergeben sich insbesondere durch:
- Nutzungskonflikte zwischen Freizeitaktivitäten und Naturschutz
- Veränderungen des Wasserhaushalts durch klimatische Einflüsse
- Einwanderung invasiver Arten

## Weitere Bilder zum Artikel

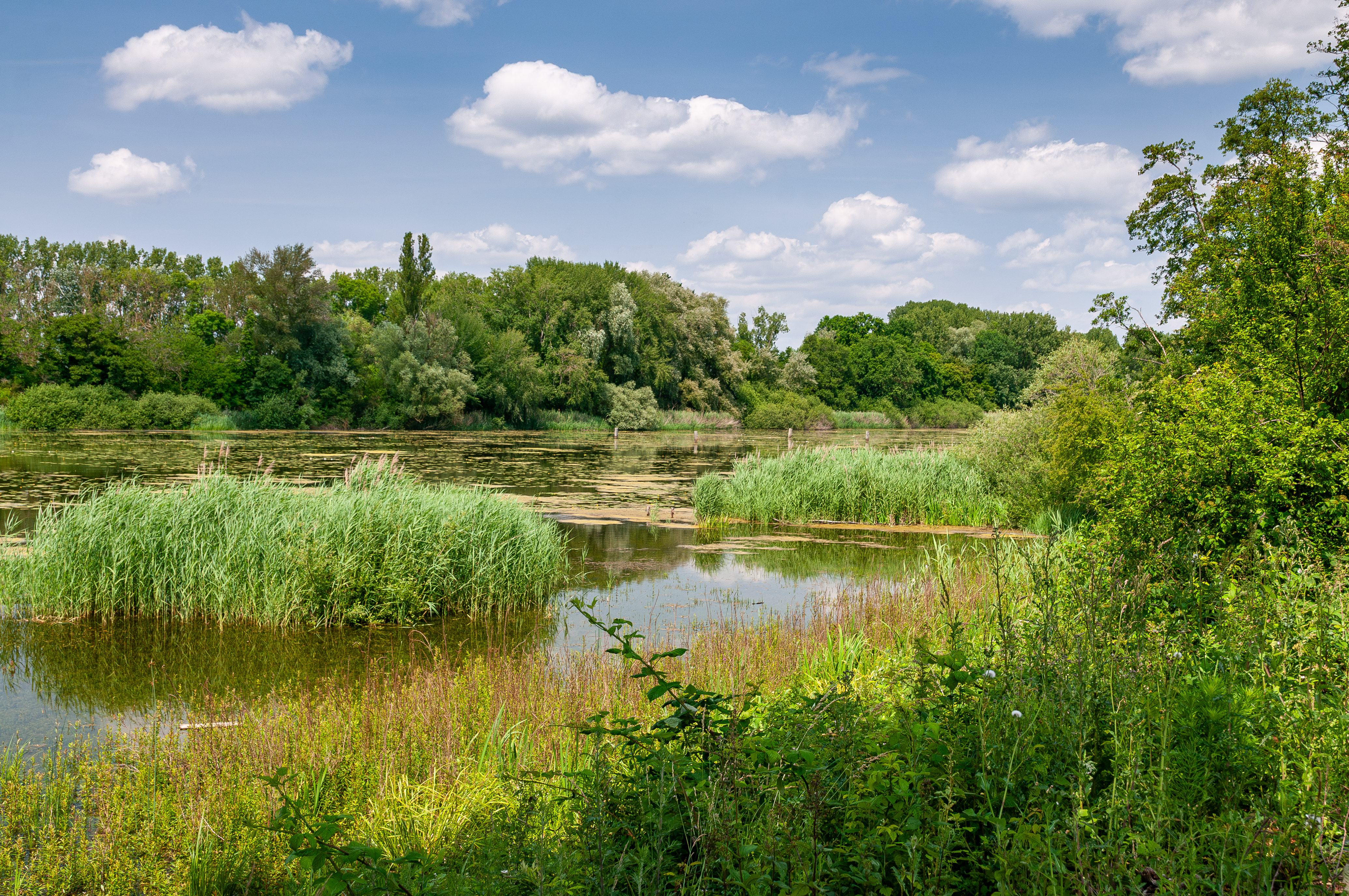
Wörther Altrhein
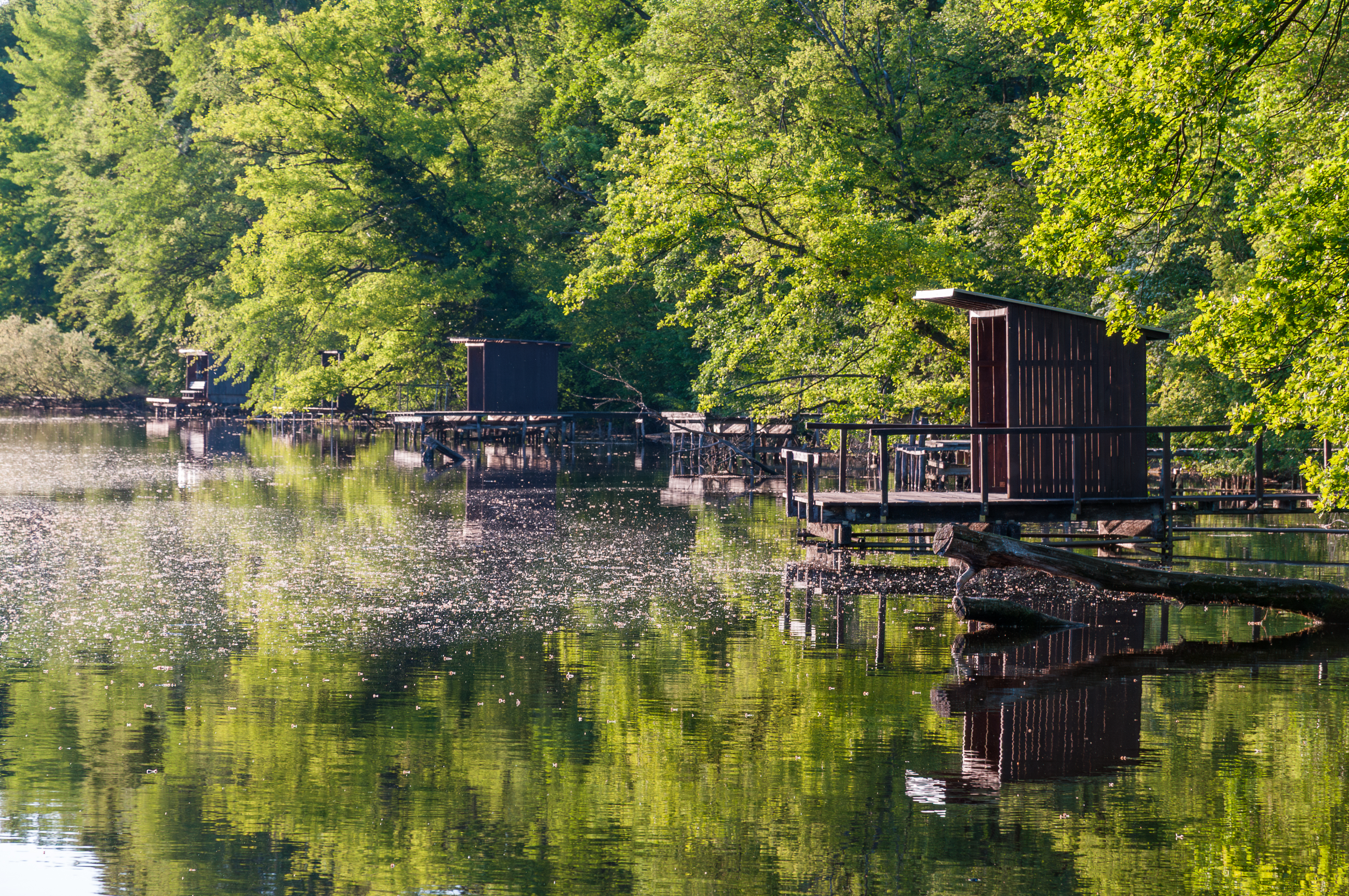
Wörther Altrhein
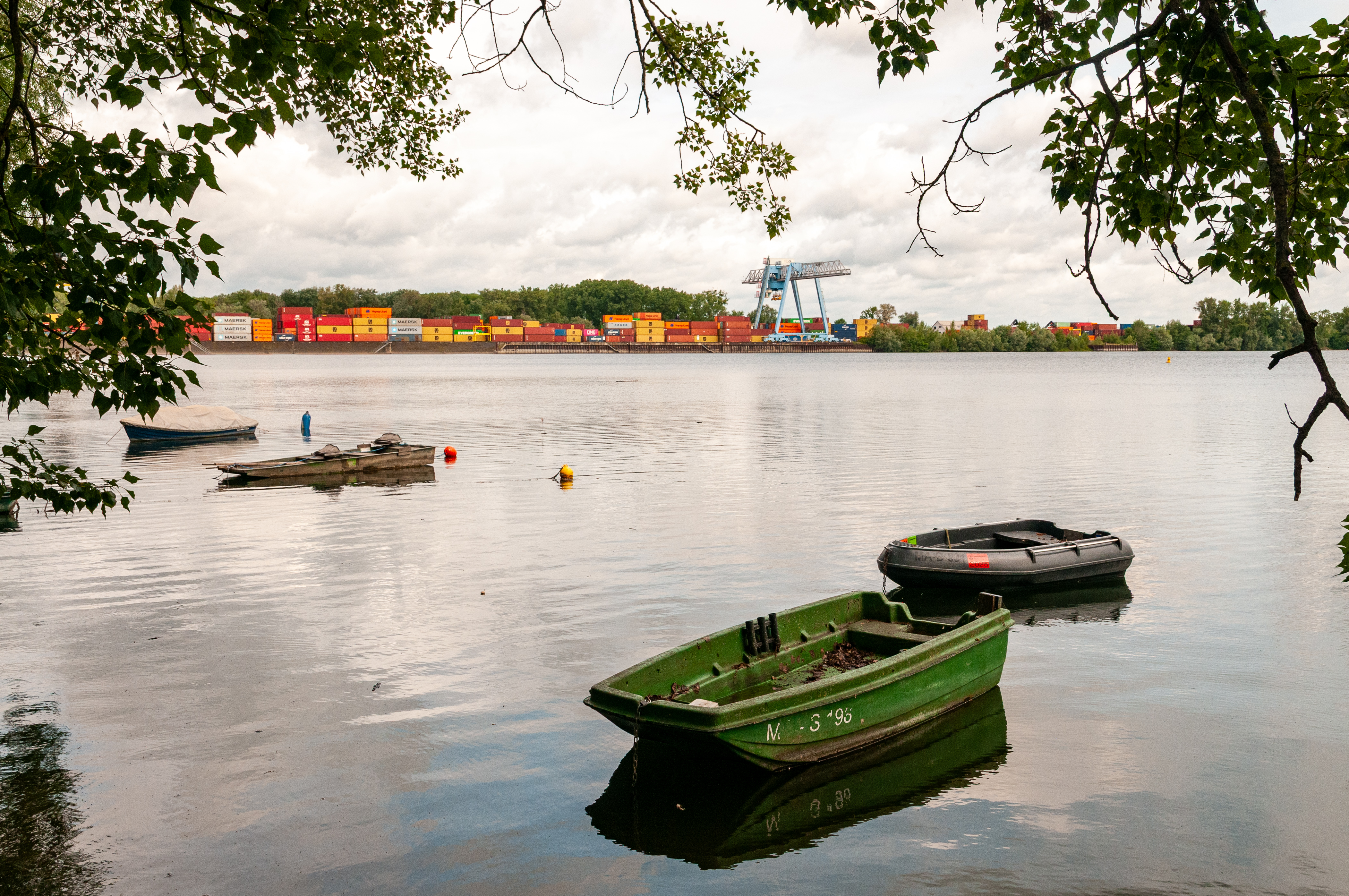
Hafen Wörth
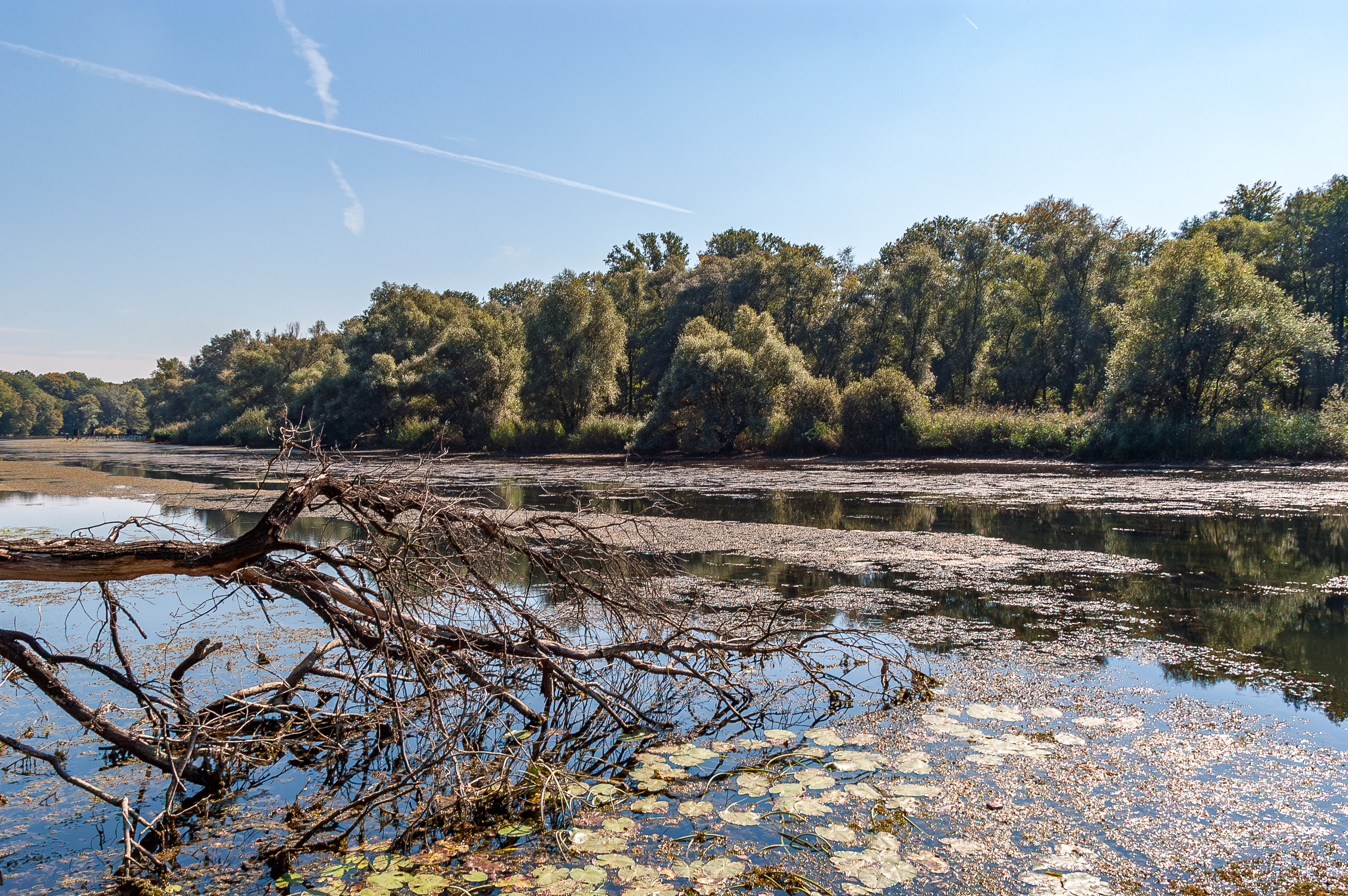
Wörther Altrhein
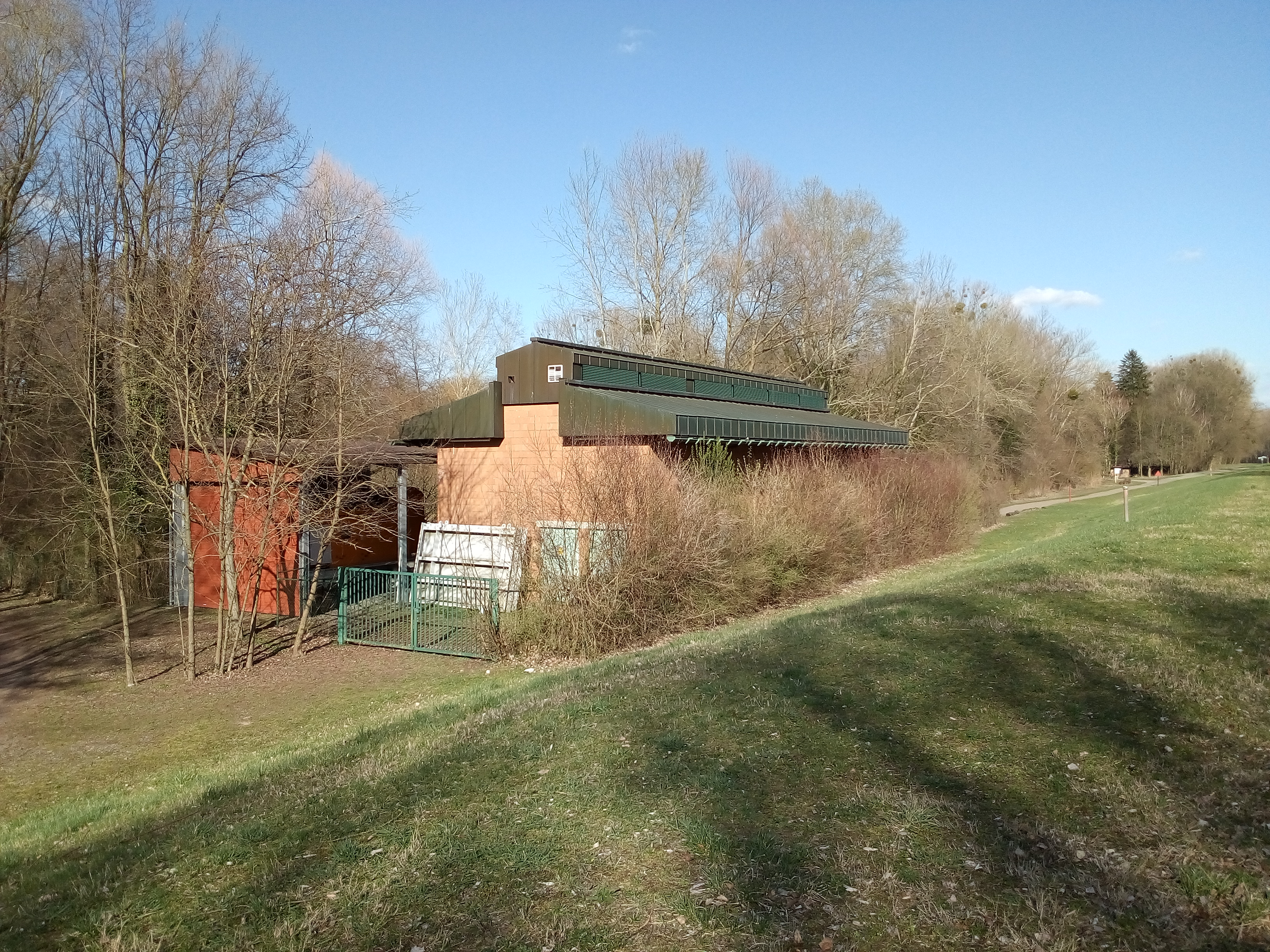
Schöpfwerk Wörth
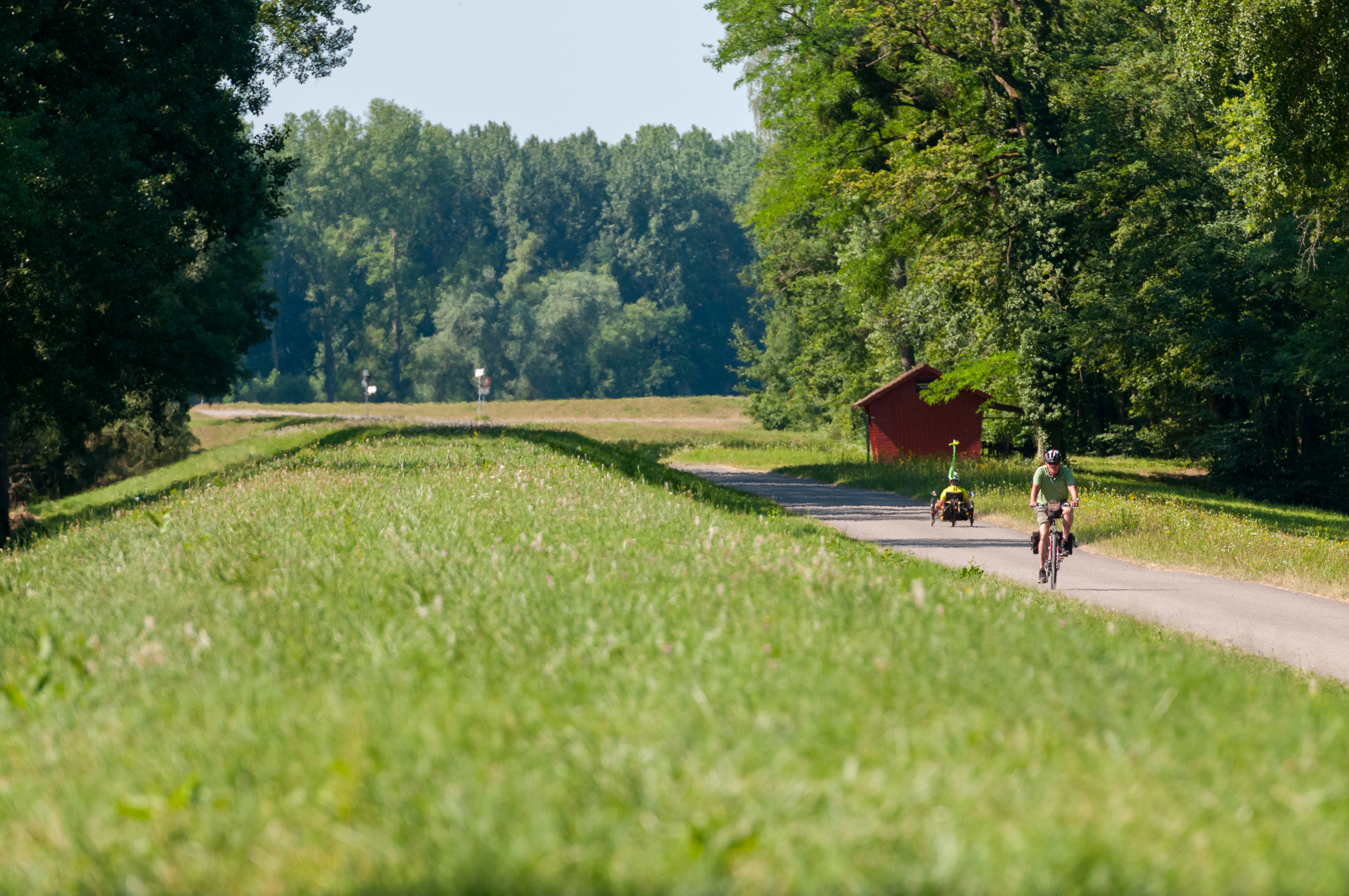
PAMINA-Rheinauen-Radweg